# لاورا اشمولدرس
لاورا اشمولدرس (هلندی: Laura Smulders؛ زادهٔ ۹ دسامبر ۱۹۹۳) دوچرخه‌سوار زن اهل هلند است.
وی در مسابقات کشوری و بین‌المللی در مجموع برندهٔ ۱ مدال طلا، ۱ مدال برنز شده‌است.